# Az erotikus ábrázolások története

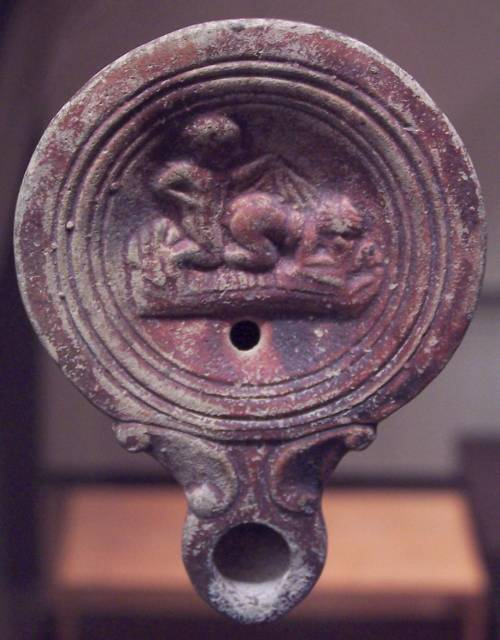
Coitus more ferarum ábrázolása egy római lámpáson

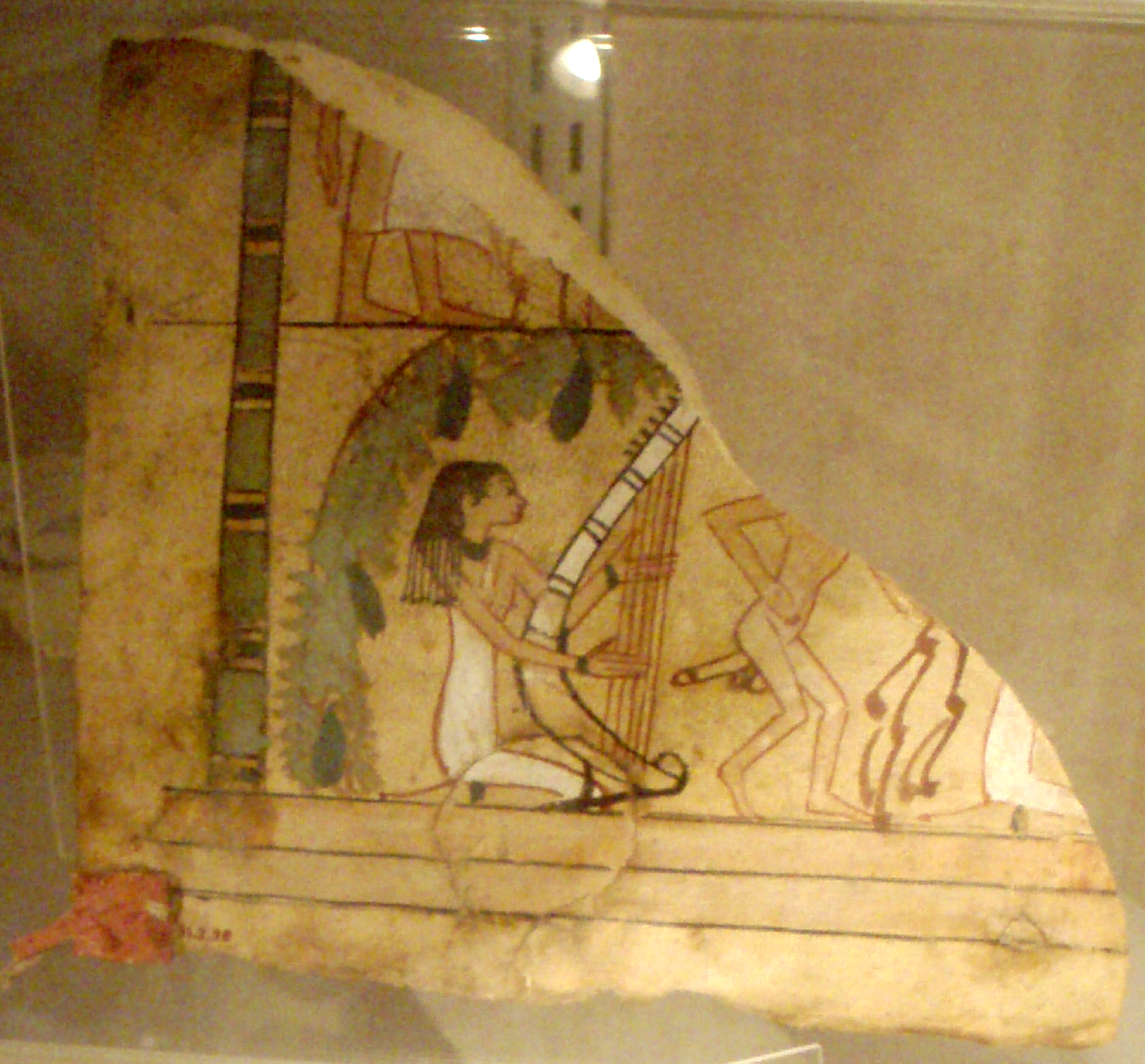
Ókori egyiptomi ábrázolás

Az erotikus ábrázolások történetéhez tartozik a szexuális jellegek vagy aktusok mindenféle ábrázolása – ilyeneket majd minden civilizációban fellelhetünk, ősiben és modernben egyaránt. A korai kultúrák gyakran természetfeletti erőkkel hozták kapcsolatba a szexualitást, ezért vallásaikat átszövi ennek ábrázolása. Egyes ázsiai országokban, mint India, Japán vagy Kína, a szexuális és erotikus művészeti alkotásoknak különleges jelentésük van a helyi vallásokban, így a hinduizmusban, a sintoizmusban, a buddhizmusban és a taoizmusban. Az ókori görög és római világban számos erotikus természetű műalkotás és díszítés jött létre – melynek jelentős része szintén vallási és kulturális hiedelmeikből származott – és ezeknek különösen nagy hatása volt a nyugati kultúrára.
A legújabb korban az erotikus ábrázolások luxuscikkből propagandaeszközzé és mindennapi árucikké, egyesek számára megélhetéssé váltak. A kommunikációs technológia változásával minden új technikát, így a nyomtatást, a fényképészetet, a mozgóképet és a számítógépeket is felhasználták ezeknek a képeknek a megjelenítéséhez és terjesztéséhez.

## Az őskortól a középkorig

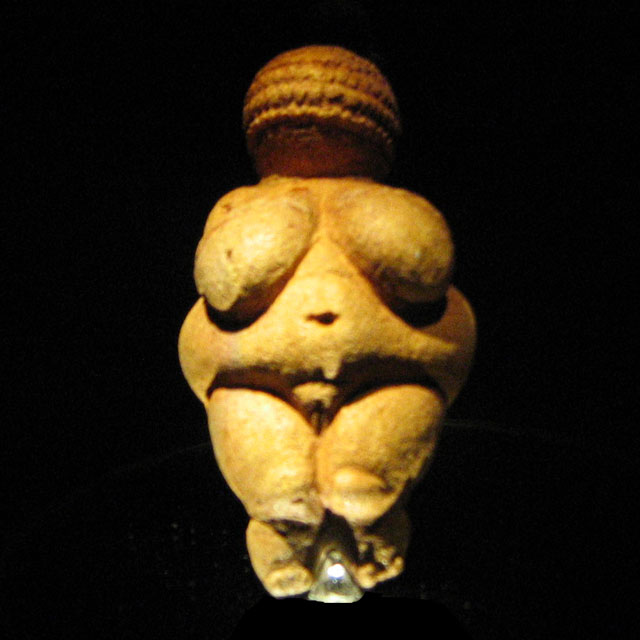
A Willendorfi vénusz

A legkorábbi fennmaradt erotikus ábrázolások paleolitikus barlangfestmények és kőfaragások voltak. A képeken leggyakrabban állatok, vadászjelenetek és emberi nemi szervek (mint termékenységi szimbólumok) láthatóak. Eltúlzott nemi jellegekkel ábrázol emberi alakokat néhány paleolitikus festmény és lelet, például a termékenységistennő-szobrocskák. Ezek közül a legismertebb a Willendorfi vénusz szobrocskája. Az angliai Creswell Crags barlangjában nemrég felfedezett barlangrajzok – melyek több mint 12 000 évesek – között női nemi szervek stilizált változatai is előfordulnak. Arra viszont semmi jel nem utal, hogy ezeket erotikus izgalomkeltésre használták volna. Sokkal valószínűbb, hogy ezeket a tárgyakat vallási szertartások során használták. Németországi régészek 2005 áprilisában bejelentették, hogy egy 7200 éves jelenetábrázolásra bukkantak, ahol egy férfialak egy nőalakra hajol szexuális aktusra emlékeztető módon. A férfialakot Zschernitzi Adonisznak nevezték el. Nem biztos, hogy ezeket a képeket szexuális izgalomkeltésre használták volna, az azonban lehetséges, hogy a képeknek spirituális jelentőségük volt és termékenységi szertartásokkal hozhatók összefüggésbe.
Az ókori görögök sok szexuális jelenetet ábrázoltak kerámiáikon, melyek közül sok a homoszexualitás és a pederasztia első ismert ábrázolásaként vált híressé. Az ókori görög művészetben számos szexuális ábrázolás van, de ma már lehetetlen megmondani, hogy ezek közül mi volt számukra illegális vagy erkölcstelen, mivel a pornográfia mai fogalmát nem ismerték. Művészetükben egyszerűen a mindennapi élet mozzanatait tükrözik, ezek közül néhány szexuálisabb, mint a többi. Faragott falloszok istentiszteleti helyeken is láthatók – mint például a déloszi Dionüszosz templomban – és gyakran háztartási tárgyakként is, mint például a herma, ami egy négyzet alakú talapzaton álló fejszobor volt, amellyel szemben egy meredező fallosz állt. A görög férfiideálnak kis pénisze volt, ezt az esztétikát később a rómaiak is átvették. A görögöknél jelenik meg a leszbikusság első ismert példája is, Szapphó Aphroditéhez írt himnuszában és hasonló művekben.

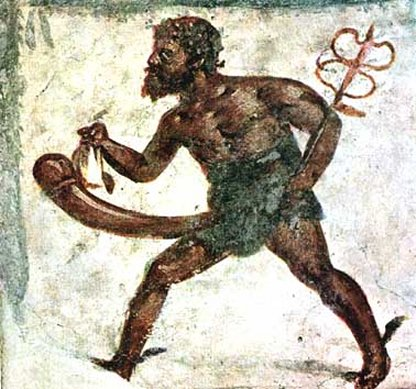
Priapus figura Pompejiből.
A nagy falloszt előnytelennek tekintették és gyakran komikusnak tüntették fel a régi rómaiak.

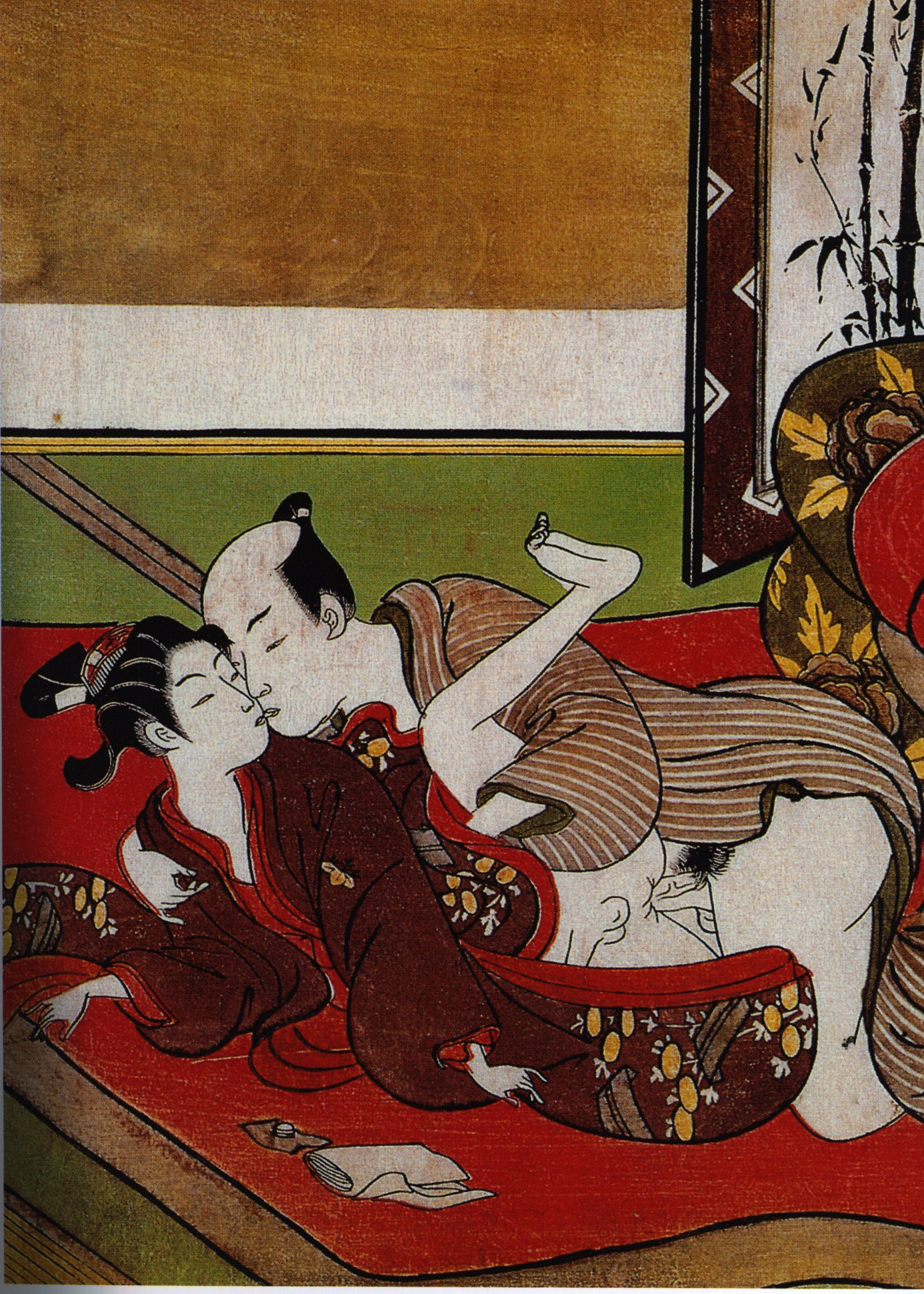
Sunga (Japán)

Pompeji és Herculaneum romjai között számos erotikus falfestményt és szobrot találtak, de ezek különböző célokból készültek. Az egyik az ún. „Titkok Villájában” látható rituális korbácsolási jelenet; ez nyilván valamilyen vallási kultusszal hozható összefüggésbe és nem erotikus jellegű ábrázolás. A másik a bordélyház ajtajai felett található falfestmények, melyek a helyi szolgáltatásokat hirdetik – ez már erősen erotikus jellegű. Pompejiben a járdába faragott falloszok a városba látogató idegeneket vezették el a szórakoztató és prostituáltnegyedbe és díszítésként is szolgáltak. A rómaiak a szexuális ábrázolásokat jó ízlésű díszítéseknek tekintették, és ezek a képek szexuális kultúrájukat és erkölcseiket mutatják be. A tabunak számító jeleneteket fürdőkbe festették komikus célból, főleg olyanokat, ahol orális aktus történik. Bejárati kapuk közelében gyakran helyeztek el nagy falloszokat, amelyek jó szerencsét hoztak és ilyen szobrok az otthonokban is gyakran előfordultak. A pompeii romváros feltárásakor az egyik első lelet egy olyan szobor volt amely Pánt ábrázolja, amint egy kecskével közösül. Ezt a szobrot néhányan annyira obszcénnak találták, hogy a mai napig a Nápolyi Titkos Múzeumban őrzik, és nyilvánosan nem állítják ki.
A perui mocsikák szintén készített erotikus jeleneteket ábrázoló cserépedényeket. Ezek célja azonban jelentősen eltért más ókori kultúrákban fellelhetőekétől. A mocsikák úgy hitték, hogy a halottak világa az élőnek pontosan a fordítottja, ezért a temetési áldozatok számára olyan edényeket készítettek, amelyeken olyan szexuális jeleneteket ábrázoltak, amiből bizonyosan nem születik majd utód (maszturbációt, fellációt és anális szexet), abban a reményben, hogy ellentétes hatásként termékenységet eredményeznek majd.
A keleti kultúrákban nagy hagyománya van az erotikus festészetnek. Japánban, Kínában, Perzsiában és más országokban jelentős számban készültek az emberi szerelmet ünneplő műalkotások. A műveken férfi-nő közötti és homoszexuális szerelmi jelenetek is előfordulnak. Japánban az erotikus művészet leginkább fametszetek formájában virágzott. Ezt a stílust sungának (春画, „tavaszi képek”) nevezik. A stílus klasszikusai nagyszámú művet hagytak hátra az utókor számára, (pl. Harunobu, Utamaro). A festett tekercsek szintén népszerűek voltak. A sunga a 13. században jelent meg, és a visszaszorítására tett kísérletek ellenére népszerűsége csak nőtt. Az első kísérlet az erotikus könyvek (好色本, kósokubon) betiltására a Tokugava sógunátus idején került sor 1722-ben. A sungák készítése csak a 19. században – a fényképészet feltalálásával – szűnt meg.
Kínában szintén nagy múltja volt az erotikus irodalomnak, egyes műalkotások a Jüan-dinasztiáig vezethetők vissza (1271-1368). Kína erotikus művészete a Ming-dinasztia késői időszakában csúcsosodott ki (1368-1644).
Mind Japánban, mind Kínánan az eroticizmus jelentős szerepet játszott a regény kialakulásában. A Gendzsi szerelmei, egy 11. századi japán udvarhölgy műve – amit gyakran a „világ első regénye”-ként is említenek – hősének kalandjait diszkrét, de érzéki nyelven követi végig. A 16. századtól a kínai „Szilva az aranyvázában” című könyvet, amely még szókimondóbb, a kínai irodalom négy nagy klasszikus regényének egyikeként tartják számon. A Gendzsi szerelmeit ünnepelték Japánban, de a Szilva az aranyvázában címűt pornográfnak tekintették, később betiltották és a nagy regények listájáról is lekerült.
A középkori európai kódexirodalomban szintén gyakoriak voltak az erotikus képek, de csak azok férhettek hozzájuk, akik anyagilag megengedhették maguknak ezen igen drága, kézzel készített könyvek birtoklását. A középkorkutatók szerint a képek egyszerre elégítették ki a középkori ember erotikus és vallási igényeit, mivel gyakran előfordult, hogy ez volt az egyetlen könyve valakinek. Mások szerint a lapszéli képek egyfajta erkölcsi intésként szolgáltak, de a papok és katonai vezetők aktus közben való ábrázolásának valószínűleg politikai céljai is lehettek.
Néhány további illusztráció:

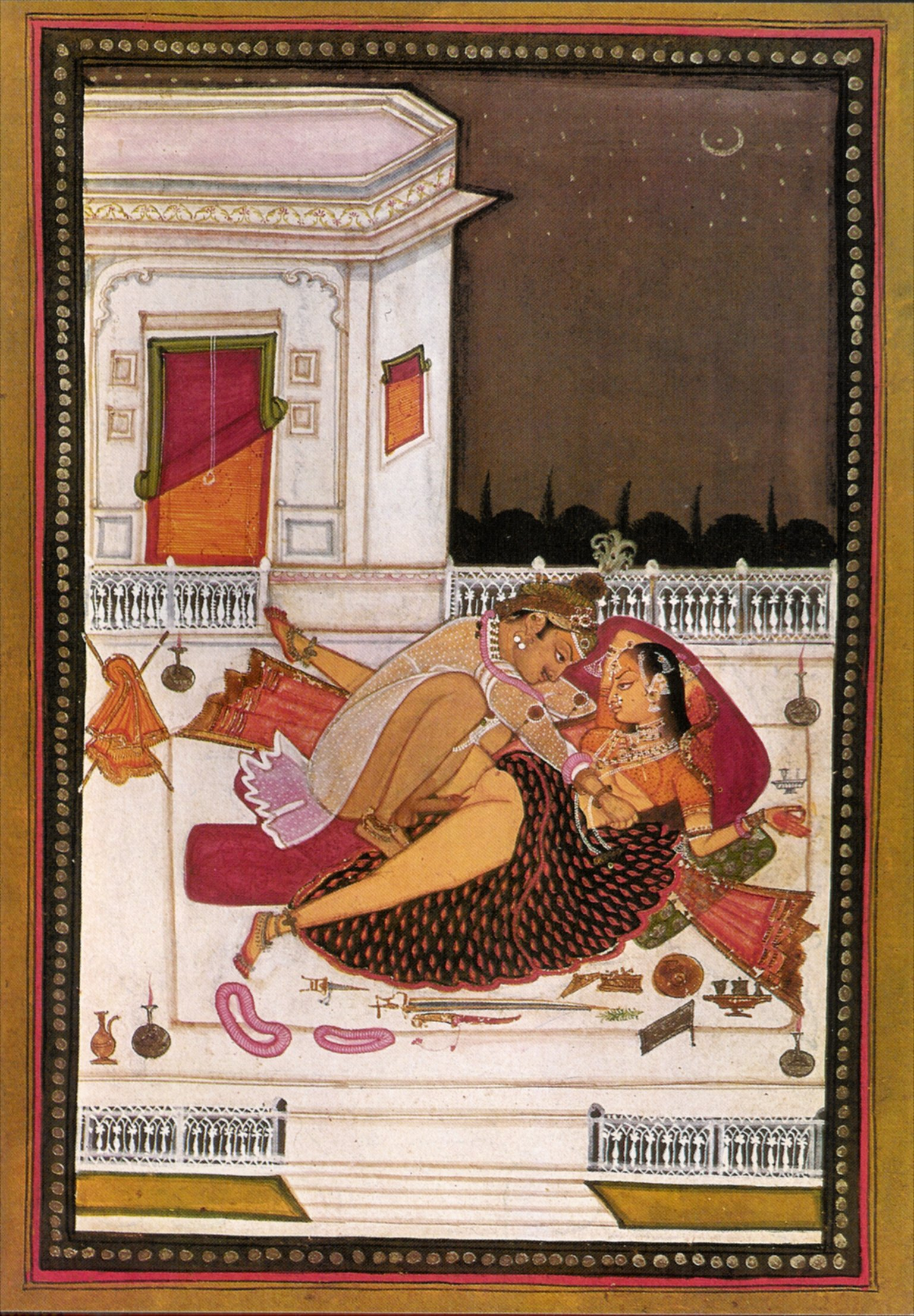
Hölgy és hercege éjjel (India)
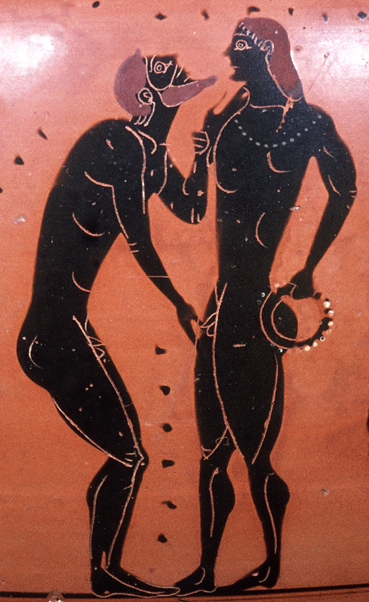
Pederaszta udvarlási jelenet egy athéni amforán a Kr. e. 5. századból
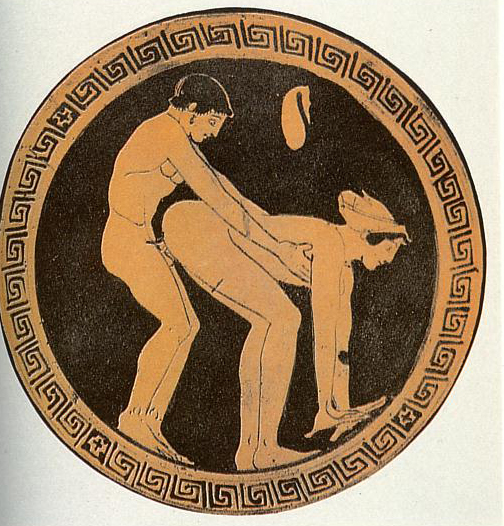
Görög tál
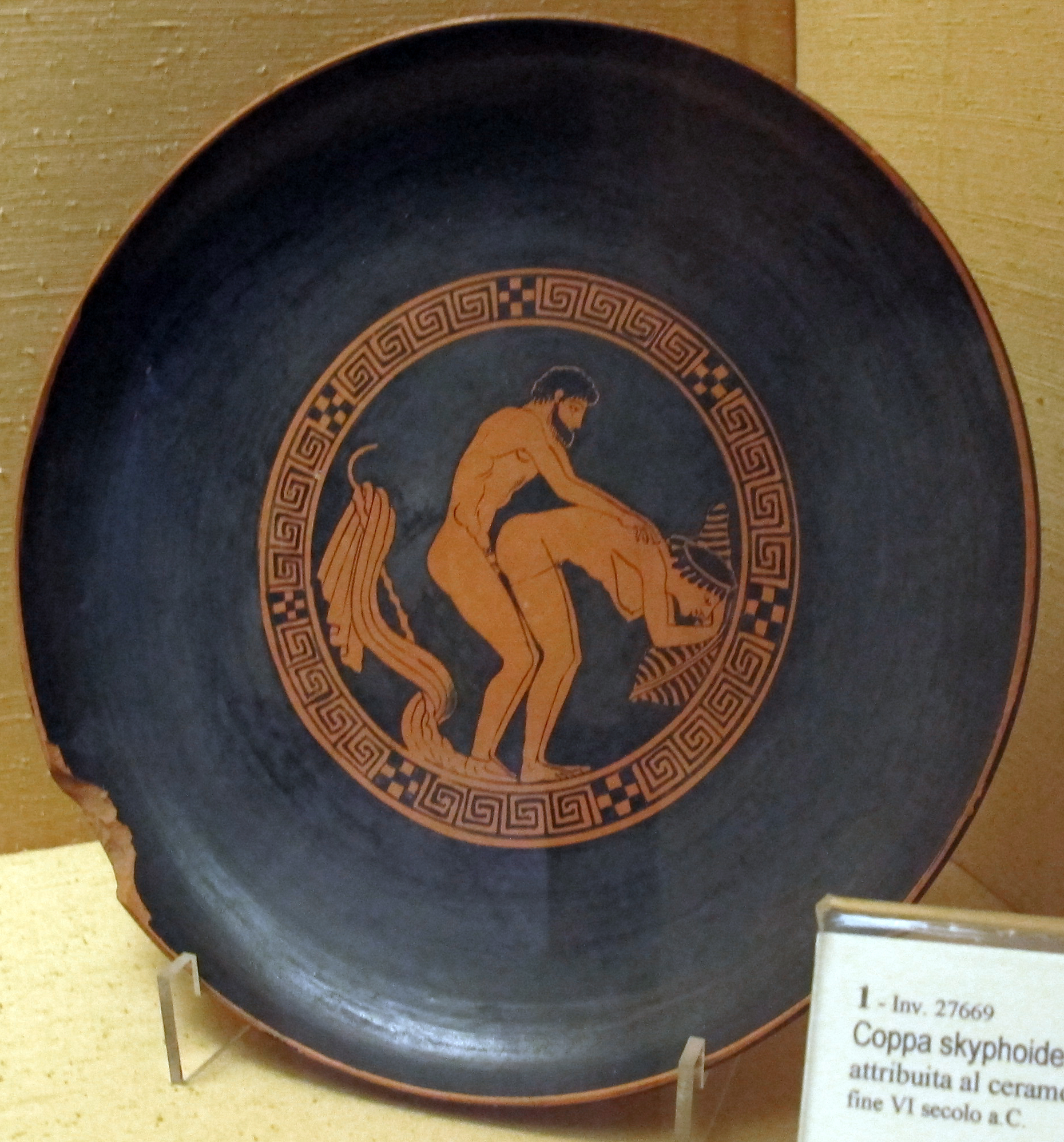
Görög tál, Gabinetto Segreto del Museo Archeologico Nazionale di Napoli

## Korai újkor

### A sokszorosítás kezdetei

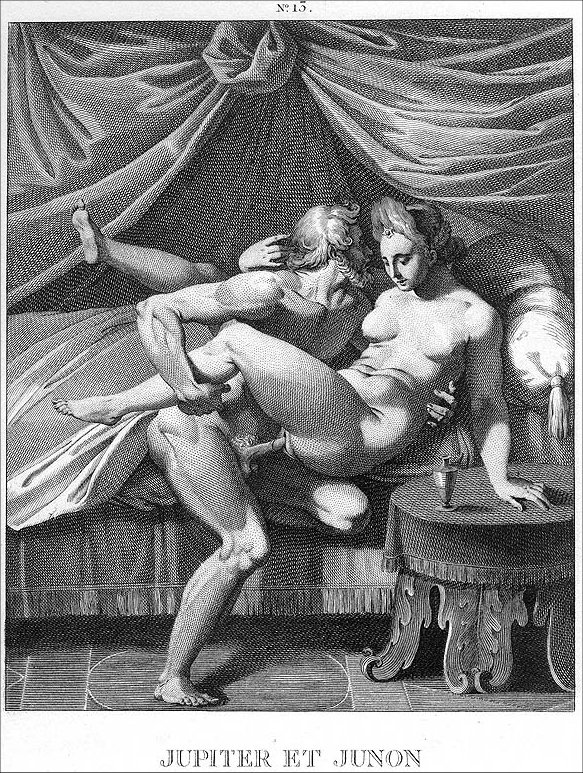
Agostino Carracci (1557–1602) erotikus metszete

A 16. században nagy botrányt keltett, mikor az olasz Pietro Aretino és Marcantonio Raimondi 1524-ben elkészítették az I modi című könyvet, és megpróbálták ezt az erotikus anyagot (amelyben 16 szexuális pozíciót ábrázoltak) nyomtatásban terjeszteni. Raimondi előzőleg egyszer már kiadta az I modi-t, ezért VII. Kelemen pápa bebörtönözte és a könyv összes példányát megsemmisítették. Raimondi metszeteit Gulio Romano metszeteiről mintázta, melyeket Romano a mantuai Palazzo del Te megbízásából készített. Bár a két ábrázolás igencsak hasonlított egymáshoz, Raimondit azért büntették meg, mert metszeteit közszemlére tette. Romano csak akkor értesült a metszetekről, mikor Aretino elment hozzá megnézni az eredetiket, amikor Romano még dolgozott rajtuk. Ekkor Aretino tizenhat erotikus szonettet is írt  a képek mellé és biztosította Raimondi kiszabadulását a börtönből. Az I Modi-t másodszor is kiadták, a versekkel és a képekkel, ezzel ez lett ez első olyan mű, ahol erotikus képek és szövegek együtt jelentek meg. Bár a pápaság másodszorra is elkobzott minden példányt, amit megtalált. Raimondit végül kiengedték a börtönből, de a cenzúra olyan hatékony volt, hogy egyetlen eredeti példányt sem találtak utána. Mára egy olyan példány maradt fenn, amit csak 400 évvel később találtak meg.
A 17. században sokféle pornográf vagy erotikus irodalmat terjesztettek, melyek nagy része Amszterdamban készült, és innen csempészték át más európai államokba. Ide sorolható a L'école des filles, egy francia munka 1655-ből, amit a francia pornó kezdetének tekintenek. Ebben két nő illusztrált beszélgetése olvasható, egy 16 éves lány szókimondó módon beszélget a nemiségről világot látott unokatestvérnőjével. A szerzőt nem ismerjük, de néhány feltételezett szerzőt börtönbe zártak a mű miatt. Híres naplójában Samuel Pepys feljegyezte, hogy vásárolt belőle egy példányt, hogy egyedül titokban elolvassa, majd elégette, nehogy azt a felesége megtalálja nála.

### A felvilágosodás kora

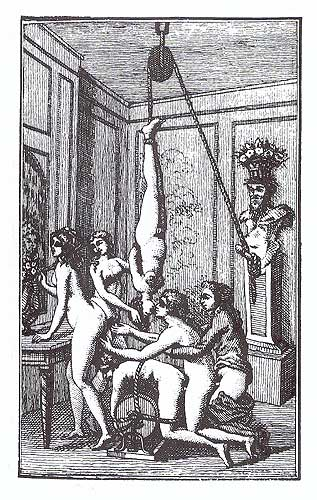
Illusztráció De Sade márki L'Histoire de Juliette című művéből

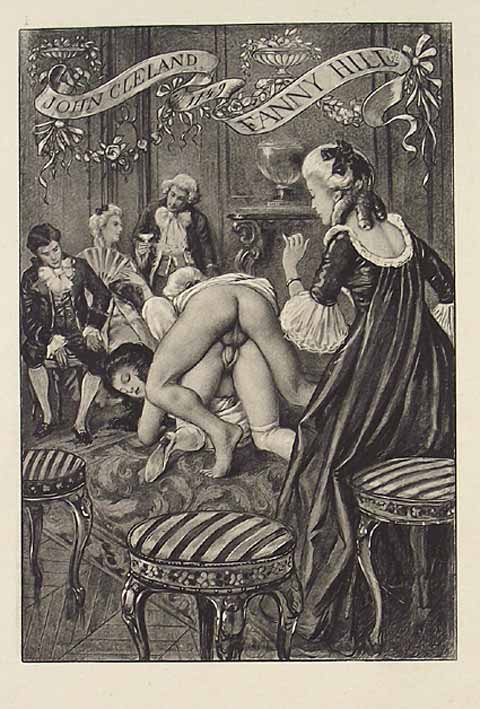
Illusztráció John Cleland 1906-ban kiadott Memoires de Fanny Hill című művéből

A felvilágosodás korában számos francia szabadgondolkodó a pornográfiát a társadalomkritika és a szatíra eszközeként használta fel. A szabados erotikus írásoknak felforgató hatása volt a társadalomra és nemritkán a katolikus egyház és az általános szexuális elnyomás ellen támadtak velük. A tömegével gyártott olcsó ponyvák olvasótábora nem sokkal később már a polgárság tagjaiból került ki, és a felsőosztálybeliek aggódni kezdtek, hogy az alsóbb társadalmi osztályok és a gyengébbik nemi erkölcsei megromlanak majd – mint Angliában – mert abban az időben a nőket, a cselédeket és a képzetlen embereket különösen sebezhetőnek tekintették ilyen szempontból. A történetek és illusztrációk – amiket a Palais Royal-ban árultak, (prostituáltak szolgáltatásaival egybekötve) – gyakran antiklerikálisak voltak és tele voltak erkölcstelen papokkal, szerzetesekkel és apácákkal; ezt a hagyományt a francia pornográf irodalomban a 20. századig követhetjük. A francia forradalom előtti időszakban politikai célzattal, kritikaként is készítettek pornót. Marie Antoinette francia királynét gyakran vádolták feltételezett orgiákban, leszbikus kapcsolatokban való részvétellel és gyermekei apjának kilétét illetően, mivel XVI. Lajosról az a hír járta, hogy nem kielégítőek a szexuális képességei. A forradalom alatt és után jelentek meg a hírhedt De Sade márki munkái. Ezeket gyakran illusztrációkkal látták el és a szerző politikai véleményeit is kifejtette bennük.
A francia állapotokra az Egy kéjnő emlékiratai (ami rövidített formában, Fanny Hill címmel vált híressé) című mű volt az angol válasz, amit John Cleland írt 1748-ban. A szöveg a 18. századi angol irodalmi hagyományokat és divatokat figurázta ki, de sokkal inkább azzal okozott botrányt, ahogy a narrátornő elmeséli hogy mennyire élvezi a szexuális aktusokat, sőt örömét leli bennük mindenféle erkölcsi vagy fizikai következmény nélkül. A könyv nem mondható szeméremsértőnek, mivel Cleland az aktusokat és a testrészeket kizárólag eufemizmusokkal illette (csak a pénisz megnevezésére 50 szót használt). London püspöke két kisebb földrengést írt a könyv számlájára, ezért Clelandet letartóztatták és rövid időre bebörtönözték, de a Fanny Hill nyomtatását nem állították le, és ez lett az egyik legtöbb utánnyomást megért angol nyelvű könyv az idők során. A könyv birtoklása azonban Amerikában 1963-ig és az Egyesült Királyságban 1970-ig törvénybe ütközött.

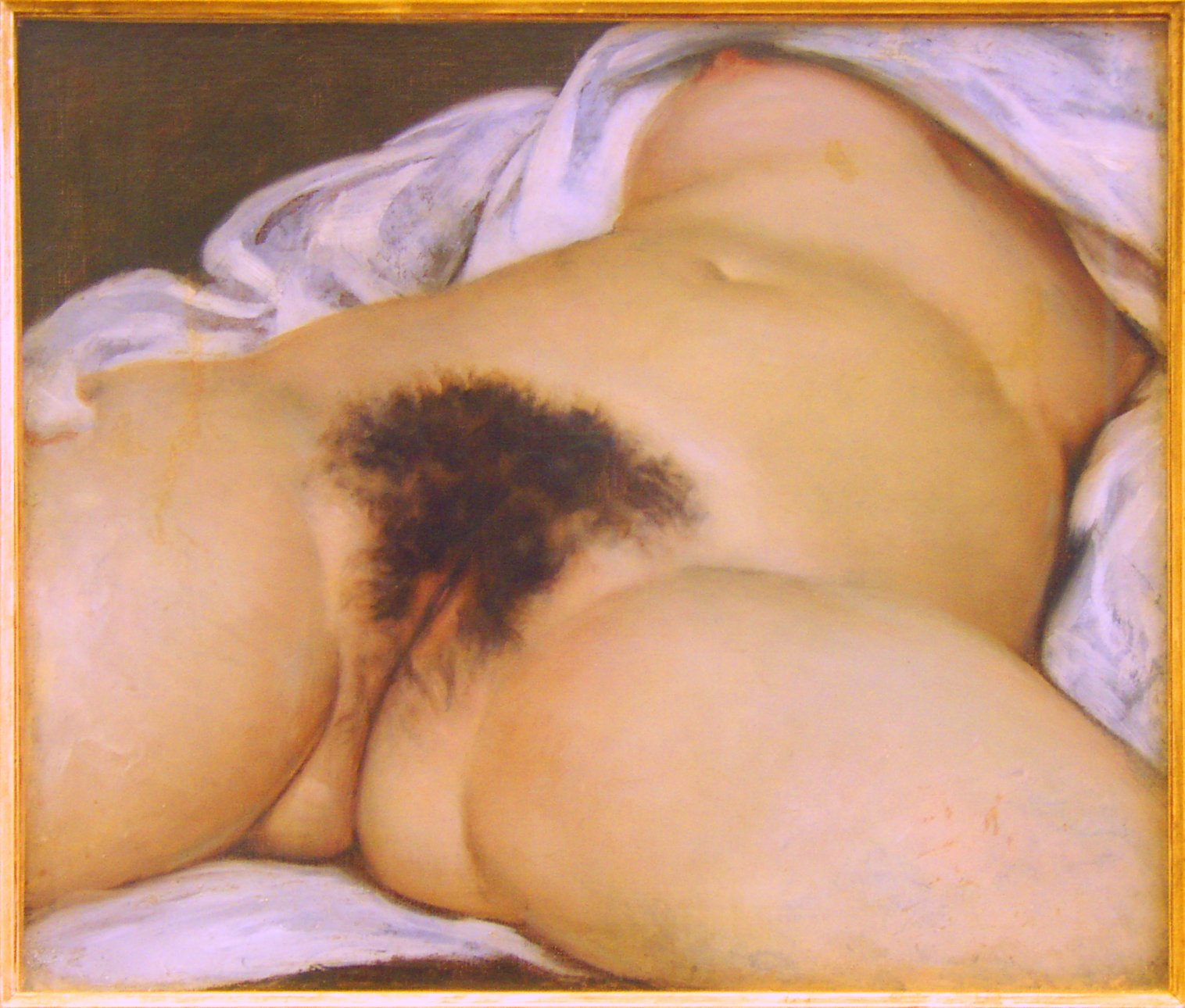
Gustave Courbet: A világ eredete (1866)

## Tömeggyártású erotikus ábrázolások a 19. századtól a modern kori technológiákig

### Pornográfia
A pornográfia fogalma mai értelmében a 19. század második feléig nem létezett. A mai meghatározása az 1860-as években jött létre, előtte csak a prostitúciót tárgyaló írásokat sorolták ide. A szó először egy 1857-es angliai orvosi szótárban fordul elő, a következő definícióval: „a pornográfia a prostituáltak vagy a prostitúció leírása közegészségtani szempontból”. A pornográfia első mai értelméhez hasonló meghatározása 1864-ben jelent meg az amerikai Webster-féle értelmező szótárban: „a pornográfia buja kép, ami olyan termek falát díszíti, amelyekben Bacchusnak szentelt orgiákat tartottak. Pompejiben láthatunk erre példát”. Ez volt a mai értelemben vett „pornográf kép” kategória eredete. Bár néhány fajta szexuális aktust már korábban is tiltottak vagy szabályoztak törvényi úton, képek megtekintését 1857-ig egyetlen országban sem tiltotta törvény. Néhány esetben bizonyos könyvek, metszetek vagy képgyűjtemények birtoklása törvénybe ütközött, de az erotikus dolgok megtekintését szabályozó törvények alkotása a 19. század második felének találmánya volt, és a viktoriánus kori Angliában vette kezdetét.

### Fotók

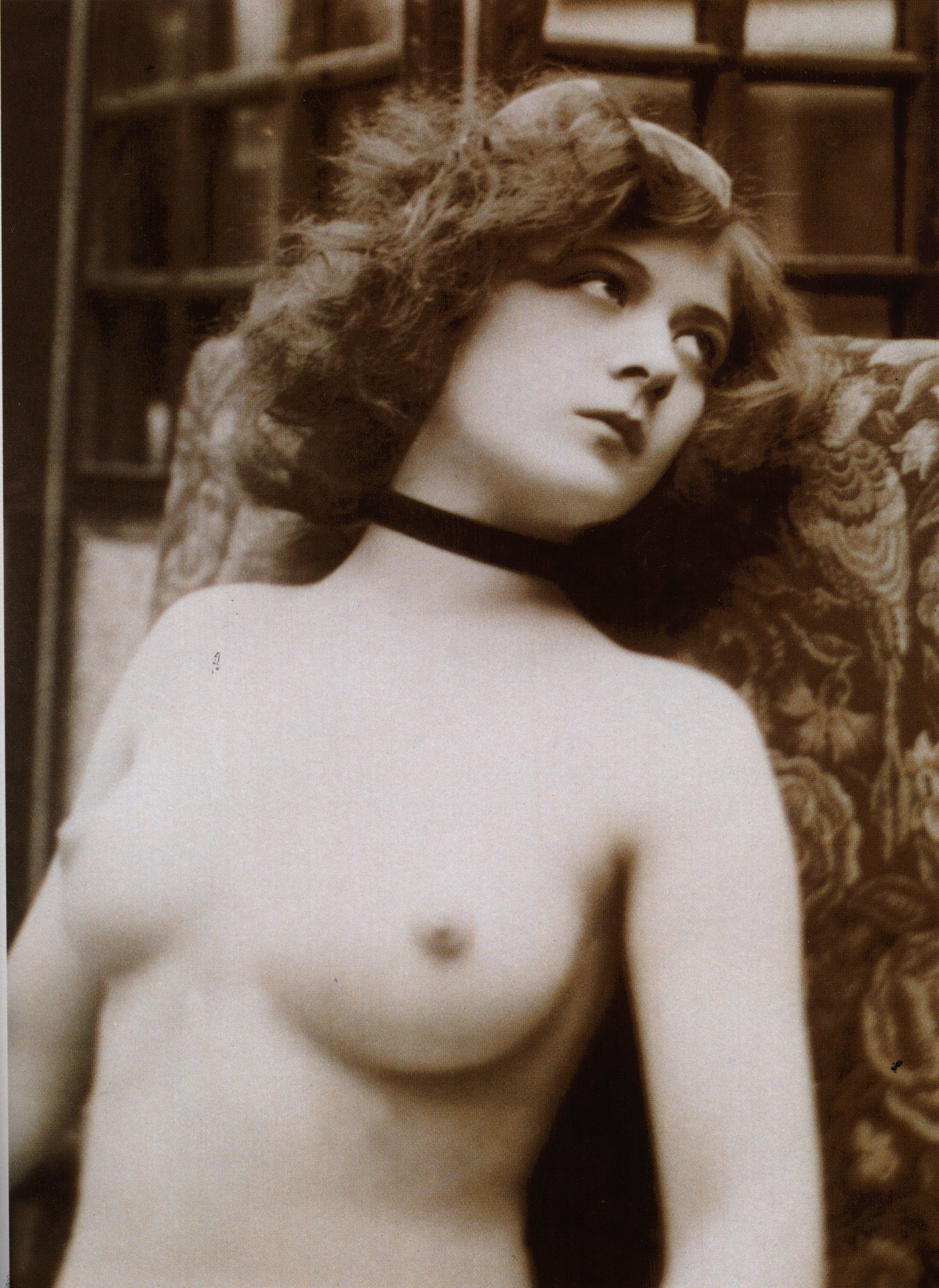
19. századi aktfotó

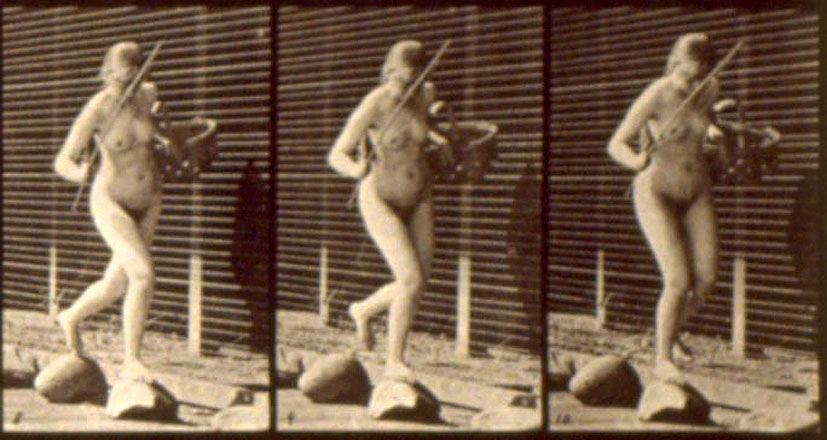
Eadweard Muybridge: Nő horgászbottal

1839-ben Louis Daguerre bemutatta az első gyakorlatban is használható fényképezési eljárást a Francia Tudományos Akadémiának. A korábbi módszerekhez képest az ő dagerrotípiái kiváló minőségűek és részletességűek voltak és nem fakultak ki olyan gyorsan. Az új technológia nem kerülte el azon művészek figyelmét sem, akik a ruhátlan női test ábrázolásának új módjait keresték. A festők általában készítettek egy académie nevű akt tanulmányképet, egy nő- vagy férfialakról azért, hogy az emberi test ábrázolását mesteri szinten elsajátítsák. Minden ilyen művet kötelező volt bejelenteni a francia kormánynak, különben nem volt szabad eladni őket. A fénykép realizmusa azonban – szemben a festészet idealizmusával – minden esetben erotikát sugárzott. Peter Marshall a Nude Photography 1840-1920 című könyvében a következőt írja: „A kor erkölcsi légkörében a csupasz test fényképezésnek egyetlen hivatalosan jóváhagyott módja az volt, ha az művészi tanulmány céljából készült. A fennmaradó dagerrotípiák közül sok bizonyosan nem esik ebbe a kategóriába mivel olyan érzékiséget sugároz, ami arra utal, hogy tudatosan erotikus képnek készítették őket.”
A dagerrotípiának hátrányai is voltak. A fő nehézséget az okozta, hogy csak úgy lehetett sokszorosítani őket, ha az eredeti fényképet újra lefényképezték, mivel minden kép egyedi volt és a fénykép készítése során nem használtak negatívot. Ezen kívül a legkorábbi dagerrotípiák expozíciós ideje három és tizenöt perc között mozgott, ezért nehézkesen lehetett velük portrét készíteni. A korábbi rajzokkal ellentétben ezekkel nem lehetett mozgást bemutatni. A modelleknek sokáig meg kellett maradniuk a felvett pozícióban, ezért az addig szokásos pornografikus kép – amely két vagy több embert ábrázolt szexuális aktus közben – ekkor visszatért a kitakart nemi szervű magányos nőre. Mivel egy kép elkészítésének ára kb. egy heti fizetésnek felelt meg, ezen aktok közönsége főleg művészekből és magas társadalmi státusú álló emberekből tevődött össze. Az 1840-es években olcsóbb volt kibérelni egy prostituáltat és átélni vele az aktusok örömeit, mint képet készíteni róla. A sztereoszkópiát 1838-ban találták fel és hamar népszerűvé vált az erotikus dagerrotípiákon is. Ez egy háromdimenziós képalkotó eljárás, amit jól lehetett alkalmazni erotikus képek készítésénél is. Bár több ezer erotikus dagerrotípia készült, mára csak kb. 800 maradt közülük. Egyediségük és magas költségük azonban arra utal hogy ezek hajdanán gazdagok játékszerei voltak. Ritkaságuknak köszönhetően ma Angliában egyes példányok több mint 10 000 GBP értékben cserélnek gazdát.
1841-ben William Fox Talbot szabadalmaztatta a kalotípia eljárását – az első olyan módszert, ahol negatívot és pozitívot használtak – és ezzel lehetővé vált a sokszorosítás. Az expozíciós idő csökkenése is sokat segített a pornografikus képek tömeggyártásának elterjedésében. Megjelenése után szinte azonnal alkalmazni kezdték ezt a technológiát aktképek reprodukálására. Hamarosan már Párizs volt ennek az iparnak a központja. 1848-ban még csak tizenhárom fényképszalon működött Párizsban, 1860-ra számuk 400 fölé emelkedett. Legtöbbjük abból gazdagodott meg, hogy tiltott pornót árult azon tömegeknek, akik képesek voltak azt megfizetni. A fényképeket pályaudvarok közelében is árusították utazó kereskedők, akik a ruhájuk alá rejtették azokat. Négyes, nyolcas és tizenkettes csomagokban is gyártották őket – ezeket külföldre exportálták, főleg Angliába és az Egyesült Államokba. A modellek és a fényképészek is főleg a munkásosztály tagjaiból kerültek ki és a művészmodell ürügyét egyre nehezebb volt elhitetni a hatóságokkal. 1855-től már egyetlen aktfotómodellt sem regisztráltak művészi tanulmánykép címen és az ipart ezután titokban űzték, hogy elkerüljék a törvényi következményeket.
Az angol viktoriánus pornográfia hagyományosan három elemből tevődött össze: francia fényképek, erotikus nyomtatványok és nyomtatott irodalom. A tömeges fényképkészítés elterjedésével újfajta üzletember született, a pornókereskedő. Nem egy ilyen ügynök a posta szolgáltatásait kihasználva becsomagolva küldte el a képeket az előfizetőinek. A megbízható nemzetközi postarendszer kifejlesztése tehát csak segítette a pornókereskedelem elindulását. A viktoriánus pornográfiának számos megkülönböztető jellegzetessége volt. Az emberi testet és annak működéseit ekkor még meglehetősen mechanisztikusian ábrázolták. Az új divat, a tudomány köntösében kezdték vizsgálgatni az emberi testet, következésképpen az alany szexualitása gyakran személytelenül jelenik meg, mindenféle szenvedély és gyengédség nélkül. Ebben az időben vált divattá egzotikus származású vagy fajú nők meztelen képeit ábrázolni a tudomány leple alatt. Efféle tanulmányokat Eadweard Muybridge munkásságában lelhetünk fel. Bár ő férfiakat is fényképezett, a női aktfotóin gyakran olyan segédeszközök és díszletek is megjelentek, mint a kosárka és a horgászbot – ebből nyilvánvaló, hogy művei alig titkolt erotikus alkotások.

### Magazinok
1880-ban használták elsőként a „halftone” nyomdatechnikát fényképek olcsó sokszorosítására. Ez a találmány új irányokat mutatott a pornográfiának és az erotikus képeknek a 20. század elején. Az új nyomdai eljárások lehetővé tették a fekete-fehér fényképek egyszerű és gyors sokszorosítását, míg korábban a nyomdászoknak csak a faragott vagy maratott klisék, a fametszetek és a rézkarcok technikája állt rendelkezésre. Ekkor vált lehetővé a fényképek tömeges termelése, mivel sokkal egyszerűbb és kényelmesebb volt, mint a korábbi technikák bármelyike.
Elsőként Franciaországban jelentek meg olyan magazinok, melyek fedőlapján és belső oldalain is előfordultak félmeztelen nők fényképei – ezek nemegyszer burleszkszínésznőket béreltek modellnek. Bár ma ezeket „lágy” pornónak mondanánk, akkoriban sokan megbotránkoztak rajtuk. Ezeket a kiadványokat művészeti magazinnak vagy a naturista kultusz szócsöveinek álcázták, és olyan címekkel jelentek meg, mint Photo Bits, Body in Art, Figure Photography, Nude Living és Modern Art for Men. A Health and Efficiency (ami 1900-ban jelent meg először) a brit naturista magazinok egyik tipikus példája.
A pornó másik formája a „tijuanai bibliák” néven elhíresült képregényfüzetek, amelyek az 1920-as években jelentek meg az Egyesült Államokban és egészen addig gyártották őket, míg meg nem jelentek a csillogó színes szórakoztató férfimagazinok.
Az 1940-es években jött létre a pin-up szó (lásd még: pin-up girl), ami olyan képeket jelölt, amiket férfimagazinokból és naptárakból ollóztak ki az amerikai katonák a második világháború idején majd kitűzték (pin-up) őket a szoba falára. Míg ezek az 1940-es években főleg a lábakra koncentráltak, az 1950-es években a hangsúly a mellek felé tolódott. A két legnépszűbb pinup modell Betty Garble és Marilyn Monroe volt. A 20. század második felében a pornográfia olyan férfimagazinokká fejlődött, mint az 1950-es évek Playboy és Modern Man című újságai. A mai férfiújságok kezdetei egészen 1952-ig nyúlnak vissza, mikor Hugh Hefner egy képet vásárolt Marilyn Monroe-ról, és azt a Playboy címmel induló új magazinjának címlapjára tette. Nem sokkal később a pornófogyasztásnak ez a formája vált elsődlegessé.
Ezekben a magazinokban meztelen vagy félmeztelen nők jelentek meg néha látszólag maszturbációt végezve, bár a nemi szerveik és fanszőrzetük eleinte rejtve maradt. A Penthouse című lap (amit 1965-ben Bob Guccione indított Angliában) másként közelítette meg a dolgokat. Itt a modellek nem néztek közvetlenül a kamerába – mintha csak idilljeikről álmodoznának. Ennek a hangsúlyváltásnak nagy hatása volt a nők erotikus ábrázolására. A Penthouse volt az első lap amiben megjelentek olyan képek amiken már a fanszőrzetet és a teljes frontális meztelenséget is ábrázolták, ami túllépett az erotika határain és már pornográfiának számított. Az 1960-as évekre, amikor már lazultak az erkölcsök és az olvasóközönség igénye is változott, a magazinok egyre vadabb képeket közöltek és egyre többet koncentráltak a fenekekre. Az 1970-es évek magazinjai már főleg a szeméremtájékra koncentráltak és az 1990-es évekre olyan „keményebb” pornóújságokban, mint például a Hustler már majdnem minden megjelenhetett nyomtatásban, többek között a hagyományos behatolás, leszbikus párok, homoszexualitás, csoportos szex, maszturbáció és fetisizmus ábrázolásai is.
Hamarosan minden ízlés és fétis számára indultak lapok az előállítási költségek csökkenése miatt. A meleg közösség újságjai is virágzásnak indultak, ezek leghíresebbike és egyik első példája a Physiqe Pictorial volt, amit 1951-ben indított Bob Mizer és fekete-fehérben jelent meg. Ebben nagyon tisztán, mégis fotografikus módon ábrázolták a férfialakot és körülbelül 50 éven keresztül jelentették meg. A magazin innovatívnak számított abban az időben olyan férfialakok és díszletek használatával, mint a cowboy, gladiátor és a tengerész, melyek mára mindennapos meleg szimbólumokká váltak.

### Filmek

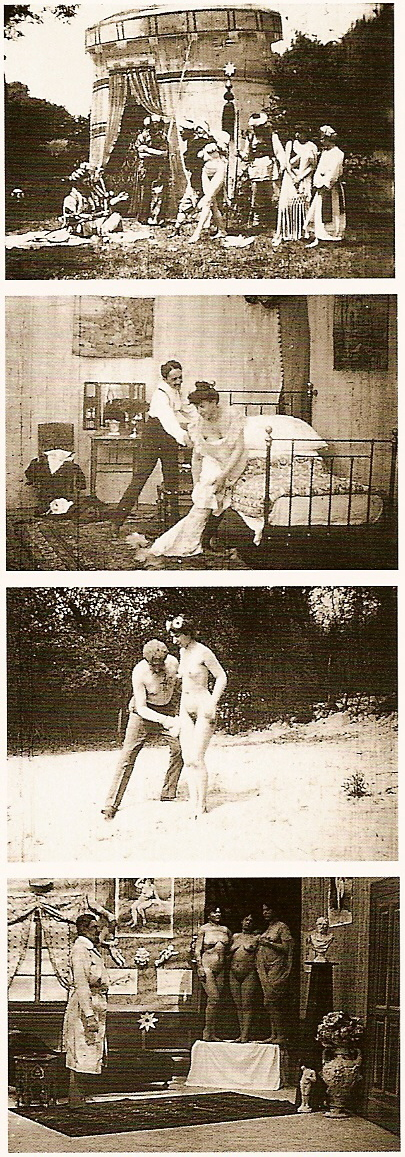
Képek Johann Schwarzer korai osztrák erotikus filmjeiből

A következő technológiai ugrás, ami az erotikus ábrázolásokat is megváltoztatta, a mozgókép feltalálása volt. William Laurie Dickson, Thomas Alva Edison alkalmazottjaként feltalálta az első gyakorlatban is alkalmazható cellulóz filmet, és bevezette a 35 mm-es standard filmméretet, amit máig is használnak. Ezután kifejlesztette a kinetoszkópot, ami mindig ugyanazt a szakaszt ismételte a filmből, amit egy Edison fényforrással világítottak át. Ez volt a mai filmvetítőgép őse.
Dickson otthagyta Edison cégét és megalapította sajátját, ahol kifejlesztette a mutoszkópot, amit egy kézi kurblival lehetett tekerni. Ezekben a gépekben egy képdobot forgattak, amelyen egy filmből kivágott állóképeket helyeztek el. Gyakran használták őket tengerparti üdülőhelyeken, ahol általában vetkőző nőket vetítettek velük, vagy olyanokat, akik modellt állnak egy művésznek. Ezeket a vetítőgépeket Angliában csak a „mit látott a főkomornyik” (What the butler saw) néven emlegették, mert ez volt a címe az egyik első és leghíresebbb „soft” filmtekercsnek.
A mozgókép közönség előtti vászonra vetítésének ötlete európai találmány volt. 1895-ben Robert W. Paul és a Lumière fivérek elsőként mutatták be vetítőgépüket a nagyközönségnek. Mások szinte mindjárt elkezdték gyártani a pornografikus filmeket is. Az első két úttörő pornófilmes Eugène Pirou és Albert Kirchner volt – bár ma Kirchnert a filmtörténetben inkább úgy tartják számon, mint aki elsőként készített filmet Krisztus életéről (a Passion du Christ-et) –, akik az első fennmaradt pornografikus filmet rendezték Léar címmel. Az 1896-os Le coucher de la Marie című filmben Mademoiselle Louise Willy látható, amint egy sztriptízt ad elő. Pirou filmje ihlette a francia risqué (merész) film műfaját is, melyekben vetkőző nőket mutatnak be, de más filmesek itt is profitot sejtettek.
Mivel Pirou pornófilmkészítőként alig ismert, gyakran más filmeknek tulajdonítják az elsőséget.
Patrick Robertson Film Facts című könyvében azt írja: „a legkorábbra datálható pornografikus film az A l'ecu d'or ou la bonne auberge címmel jelent meg Franciaországban, 1908-ban. A film egy elgyötört harcosról szól, akinek egy cselédlánnyal van találkája egy fogadóban. Az argentin El Satario talán még régebbi; ez 1907 és 1912 közé datálható.” Azt is megjegyzi, hogy „a legkorábbról fennmaradt pornografikus filmek az amerikai Kinsey-gyűjteményben találhatók.” Az 1910-es német Am Abend című filmben a mai pornós sablonok kezdeteit is megfigyelhetjük: ez egy tízperces film, ami egyedül a hálószobájában maszturbáló nővel indít, aki hamarosan már egy férfival közösül, amit nemsokára fellatio és anális behatolás követ.
A korán betiltott ún. „blue” (kék) filmeket az 1940-es évektől kezdődően titokban és amatőrök készítették. A filmek feldolgozása jelentős időt és pénzt igényelt. Voltak, akik fürdőkádjukban mosták a filmeket, ha nem állt rendelkezésre megfelelő stúdió – melyek gyakran szervezett bűnözői csoportok kezébe kerültek. A filmeket magánúton terjesztették vagy utazó ügynökök segítségével, de ha valakit rajtakaptak ilyen film nézésén vagy birtoklásán, azt börtön várhatta.
A háború utáni időszakban olyan fejlődésnek lehettünk tanúi, ami tovább növelte a termelést. A technikai fejlődés, például a 8 mm-es és a Super 8 mm-es filmméret bevezetésének köszönhetően széles körben elterjedt az amatőr filmkészítés. Sok vállalkozó kezdett termelni erre a piacra. Angliában Harrison Marks alkotásai a „puha” kategóriába tartoztak, de az 1950-es években még risqué-nek számítottak. A kontinensen a filmek még kevésbé voltak prűdek. Lasse Braun volt a színes produkciók úttörője, amiket kezdetben apja diplomata voltának segítségével terjeszthetett. Hollandiában 1969-ben legalizálták a pornográfiát, ami ezután itt hatalmas méreteket öltött. A pornográfus szakma törvényessé válásával már nem okozott gondot a befektetők és a stúdiók megtalálása, ha valaki olcsó, de minőségi tömegterméket akart piacra dobni. Hatalmas mennyiségű magazint és filmet csempésztek innen Európa más országaiba, ahol „pult alatt” árulták, vagy néha zártkörű filmklubokban mutatták be őket.
Az első olyan nyíltan pornográf, de cselekménnyel is bíró film, amit az USA-ban sok helyen bemutattak, a Mona volt (Mona the Virgin Nymph – Mona, a szűz nimfa) – egy 59 perces film 1970-ből, Bill Osco és Howard Ziehm munkája, akik munkásságukat egy viszonylag magas költségvetésű, és vágástól függően „kemény” vagy „puha” filmmel, a Flesh Gordonnal folytatták, amiből később kultuszfilm lett. Az 1971-es Boys in the Sand című film sok újdonságot hozott. Ez volt az első szélesebb nyilvánosságot kapó meleg pornófilm és itt jelentek meg először az alkotók nevei a vásznon – bár többségük álnéven. A címe egy nem-pornófilm, a The Boys in the Band paródiája és a New York Times is írt róla kritikát. 1972-ben az USA-ban a pornografikus filmek a Mély torok (Deep Throat) és a Behind the Green Door című filmekkel nyilvánosságuk csúcspontjára kerültek – ezek már a társadalmi jelenség szintjére emelkedtek. Ezeket az 1973-ban a The Devil in Miss Jones követte és sokan úgy vélték, hogy a szexualitás vetítővásznon való megjelenése hamarosan mindennapossá válik – ez azonban nem így történt, mert a kultúra konzervatív irányba tolódott. William Rotsler erről így vélekedett 1973-ban: „Az erotikus filmek velünk maradnak. Előbb vagy utóbb egyszerűen be fognak olvadni a többi film közé, és nem fogják őket külön kategóriában kezelni. Semmi sem állhat az útjukba.” Nagy-Britanniában azonban a Mély torok vágatlan változatát 2000-ig hivatalosan nem engedélyezték, és 2005 júniusáig nem is mutatták be.

### Video és digitális ábrázolások

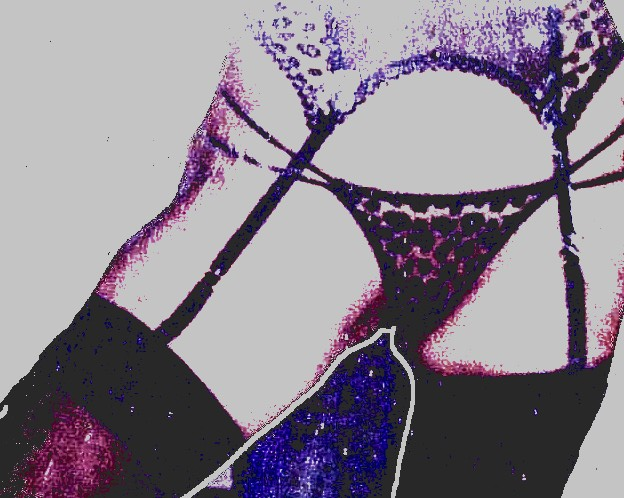
Digitálisan módosított fotó

1982-re már a legtöbb pornografikus filmet az olcsóbb és könnyebben kezelhető videoszalagra készítették. Sok filmrendező egy darabig ellenállt az új technológiának, a képminőség romlása miatt, de akik korán váltottak, hatalmas hasznot húztak belőle, mert a fogyasztók hamar áttértek az új médiumra. A technológiaváltás gyors és teljes lett, amikor a rendezők belátták, hogy a hagyományos filmen készült felvételek már nem annyira jövedelmezőek. A váltás hatására a filmek a mozikból átkerültek a nézők otthonaiba, ugyanakkor ez a nagy költségvetésű produkciók és a pornográfia főáram felé való sodrásának végét is jelentette. A műfaj egyszerűen visszatért a gyökereihez és minden lehetséges fétisre kiterjedt, mivel annyira lecsökkentek az előállítás költségei. A korábbi évi néhány száz film termelésből évi több ezer lett, melyek közül sok csak a többi video szexjeleneteiből készült válogatás volt.
Az 1980-as évek végén és az 1990-es évek elején népszerűek lettek az erotikus CD-ROM-ok, mivel újdonságként hatott az interaktivitásuk. Gyenge minőségük és az internet előretörése miatt azonban egyre kevesebb fogyott belőlük. Hamarosan az internet lett a legtöbb ember által használt pornografikus médium, ami az interaktivitás és a diszkréció előnyeit is magával hozta. A digitális videokamerák és fényképezőgépek széles körű elterjedése és piaci áradata – aminek manapság lehetünk tanúi – kezdi elmosni a határokat a profi és amatőr erotikus filmek és fényképfelvételek között. Bárki számára hozzáférhetővé vált ez a két megjelenési forma, ezért a produktivitás is megnövekedett. A ma hozzáférhető pornográfia nagy részét amatőrök készítik. A digitális média abban a tekintetben is forradalmi, hogy lehetőséget ad a filmesnek és fotósnak, hogy korábban elképzelhetetlen módon változtassa a képeket, ami (általában) csak fokozza az ábrázolások drámai eroticizmusát.

## Az erotikus ábrázolások megítélésének változása
Az alkalmanként előforduló tiltási kísérletek ellenére az erotikus témák ábrázolására igen sok helyütt látunk példát a történelemben. A legkorábbi erotikus ábrázolások a kultúra vagy a vallás részét képezték, és nem kezelték őket más művészetektől elkülönítve.
A megítélésben jelentős változást hozott, hogy a könyvnyomtatás Johannes Gutenberg által történt feltalálásával az erotikus képek tömeges gyártása és terjesztése is lehetővé vált. Előtte ezeket a képeket kézzel festették és igen drágák voltak, ezért csak a felsőosztály férfi tagjai jutottak hozzájuk, és szándékosan elzárták őket az alacsonyabb társadalmi osztályok tagjai elől, attól tartva, hogy a műveletlen emberekben majd állati ösztönöket ébresztenek. Még a londoni British Museumban is volt egy titkos gyűjtemény, amelyben ókori erotikus műveket gyűjtöttek – ez egy felsőosztálybeli orvos, George Witt 1865-ös adománya volt. A gyűjtemény egyes részeit ma is az 55-ös számú szekrényben őrzik (pl. a jegyzetfüzeteit), de nagy részét már besorolták a múzeum megfelelő gyűjteményeibe.

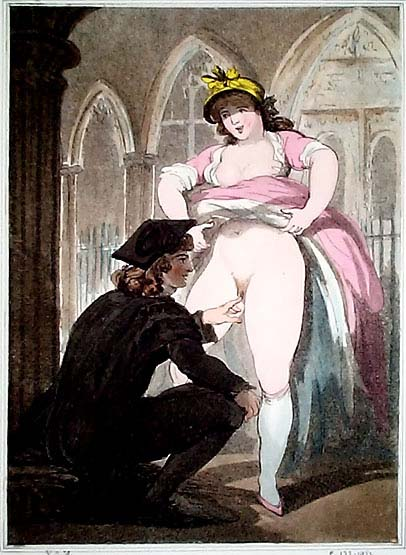
Thomas Rowlandson angol grafikus, festőművész és karikaturista 1780 körül fokozatosan műfajt váltott, erotikus szatírákat és karikatúrákat rajzolt és önálló rézkarc-sorozatokat adott ki

A pornográfia fogalma mai értelmében a 19. század második feléig nem létezett. A mai meghatározása az 1860-as években jött létre, előtte csak a prostitúciót tárgyaló írásokat sorolták ide. A szó először egy 1857-es angliai orvosi szótárban fordul elő, a következő definícióval: „a pornográfia a prostituáltak vagy a prostitúció leírása közegészségtani szempontból”. A pornográfia első mai értelméhez hasonló meghatározása 1864-ben jelent meg az amerikai Webster-féle értelmező szótárban: „a pornográfia buja kép, ami olyan termek falát díszíti, amelyekben Bacchusnak szentelt orgiákat tartottak. Pompejiben láthatunk erre példát”. Ez volt a mai értelemben vett „pornográf kép” kategória eredete. Bár néhány fajta szexuális aktust már korábban is tiltottak vagy szabályoztak törvényi úton, képek megtekintését 1857-ig egyetlen országban sem tiltotta törvény. Néhány esetben bizonyos könyvek, metszetek vagy képgyűjtemények birtoklása törvénybe ütközött, de az erotikus dolgok megtekintését szabályozó törvények alkotása a 19. század második felének találmánya volt, és a viktoriánus kori Angliában vette kezdetét.
Amikor az 1860-as években Pompejiben megkezdték a nagyszabású ásatásokat, a rómaiak erotikus művészetének jelentős része felszínre került, és ez zavarba ejtette a nyugati országok polgárait, akik a rómaiak kulturális örököseinek tekintették magukat. A kultúrpolitika nem tudott mit kezdeni a szexualitás nyílt és egyértelmű ábrázolásával, és a leleteket megpróbálták elhallgatni a közvélemény elől. Csak a felső osztályhoz tartozó kutatók férhettek hozzájuk. A mozdítható tárgyakat a Nápolyi Titkos Múzeumba zárták, amit pedig nem lehetett elvinni, azt letakarták, hogy a hölgyek, a gyerekek és az alsóbb társadalmi osztályok tagjainak szemérmét ne sértse. A világ első pornográfiaellenes törvényei Angliában születtek, az 1857-es Obscene Publications Act (obszcén kiadványok törvénye) hatályba léptetésével.